# Pozsonyi sortűz
A pozsonyi sortűz néven elhíresült eseményre 1919. február 12-én került sor, amikor csehszlovák legionáriusok a tüntető tömegbe lőttek Pozsonyban. A sortűz 9 halálos áldozatot követelt; 23-an súlyosan, több mint százan könnyebben megsérültek.

## Előzmények
1909-ben I. Ferenc József osztrák császár és magyar király Pozsonyba látogatott, és fogadására a Stefánia út-Grassalkovich palota sarkán az utca teljes szélességében egy díszkapu épült.
1918. december 31-én a Károlyi-kormány – az antant jegyzékében előírtaknak megfelelően – kivonta a magyar csapatokat a Felvidék déli részéről. Másnap, 1919. január 1-jén a Csehszlovák Légió elkezdte a terület (benne Pozsony) megszállását. A város lakossága ekkor 41%-ban német, 40%-ban magyar, 15%-ban szlovák volt; a cseh megszállást ideiglenes állapotnak tekintették.
1919. február 4-én a csehszlovák kormány Szlovákia igazgatásával megbízott Szlovák Teljhatalmú Minisztériuma Zsolnáról Pozsonyba költözött ünnepélyes külsőségek közepette. Pontosan ugyanarra a helyre, ahol egykor a I. Ferenc József fogadására szánt díszkapu épült, egy annál sokkal nagyobb diadalkaput építenek a város lakosainak költségén, a szlovák kormány fogadására.
A város polgárai nem fogadták túlzott lelkesedéssel új uraikat. A túlnyomórészt német és magyar anyanyelvű lakosság házaiba húzódott, míg a munkásság és a közalkalmazottak általános sztrájkba kezdtek, s zárva maradtak az üzletek, éttermek, kávéházak is. A Csehszlovák Légió állt díszsorfalat a kormánynak, majd a Séta térre vonult (ma Hviezdoslavovo námestie) ahol a Szlovákiában toborzott 72. gyalogezred katonái letették az esküt úgy, hogy az egykori Városi színházzal (ma Szlovák Nemzeti Színház) szemben álló  Petőfi szobrot körbedeszkázták.

## A tüntetés
1919. február 12-én, a régi vásárcsarnok előtti Vásár téren (ma námestie SNP) többezres tüntető tömeg gyűlt össze. A demonstrációnak elsősorban nem nemzetiségi okai voltak: a pozsonyi német és magyar szociáldemokrata párt szervezte szociális követelésekkel.
A fegyvertelen tüntetőkre a legionáriusok több oldalról tüzet nyitottak, majd szuronyrohamot intéztek ellenük a Csehszlovák Légió katonai parancsnokának, Riccardo Barecca ezredesnek tudta nélkül. Az olasz ezredes, amint értesült az eseményekről, a helyszínre sietett hogy visszaparancsolja a kaszárnyába katonáit, de egy Sadloň nevű közkatona puskatussal leütötte. Az ezredes puskatussal történő leütésével utólag a fegyvertelen tüntetőket vádolta a hivatalos jelentés, amely szerint a katonák azért voltak kénytelen használni a fegyverüket, mert a tömeg hógolyóval dobálta meg őket.

## Az áldozatok névsora
A sortűz 9 halálos áldozatot követelt; 23-an súlyosan, több mint százan könnyebben megsérültek.
- Luntzer Gusztáv, 19 éves munkás;
- Albrecht Károly, 21 éves leszerelt tengerész;
- Kubesch Vilmos, 17 éves fémipari szakmunkás tanuló;
- Kováts György, 28 éves rokkant katona;
- Heringes (vagy Haringás) Ferenc, 37 éves szabómester;
- Soós Ferencné, 37 éves városi alkalmazott neje;
- Záborszky Gyula, 37 éves hivatalnok;
- Skoda János pár nappal később halt bele a sérüléseibe.
- Hubert Károly 14 éves tanulót, az áldozatok temetése napján lőtte le egy cseh katona, amikor az megkötötte a cipőjét, mert a katona azt hitte, hogy a diák a fenekét mutatja neki.

A halottak a csalogányvölgyi temetőben (mai néven Bratislava IV. Slávičie údolie) vannak eltemetve, Alexander Dubček sírjának szomszédságában.